# Le Vermont
Le Vermont település Franciaországban, Vosges megyében. Lakosainak száma 73 fő (2022. január 1.). Le Vermont Saulxures, Belval, Grandrupt, Le Puid és Saint-Stail községekkel határos.

## Népesség
A település népességének változása:
| Lakosok száma | 70   | 69   | 70   | 70   | 71   | 72   | 73   | 73   |
|               | 2013 | 2015 | 2017 | 2018 | 2019 | 2020 | 2021 | 2022 |